# Zoltán von Balla
Zoltán von Balla (Budapest, 31 d'agost de 1883 – 1 d'abril de 1945) fou un jugador d'escacs hongarès, i el primer Campió d'Hongria.

## Resultats destacats en competició
Amb l'excepció d'algunes participacions en torneigs alemanys, von Balla va jugar principalment a torneigs hongaresos, on hi va aconseguir resultats destacables, tenint en compte que es tractava, en general, de torneigs de referència mundial, on sovint hi competien els millors jugadors del món.
El 1904, fou 11è al Torneig B del 14è DSB Congress a Coburg. El 1905 fou 10è a Viena. El 1906 guanyà el primer Campionat d'escacs d'Hongria a Győr, títol que va repetir, empatat amb Zsigmond Barász, a Budapest 1911, any en què també guanyà a Győr.
El 1912 fou 18è al 18è DSB Congress, a Breslau (campions: Akiba Rubinstein i Oldřich Duras), empatà als locs 7è-8è a Pistyan (campió: Rubinstein), i empatà als llocs 3r-4t a Temesvár.
El 1913 empatà als llocs 4t-5è a Budapest (campió: Rudolf Spielmann). El 1916, fou 2n a Budapest. El 1918, empatà als llocs 1r-2n a Budapest, i als llocs 6è-7è a Kaschau (campió: Richard Réti). El 1921, fou 5è a Budapest. El 1922 empatà als llocs 12è-13è a Pistyan (campió: Iefim Bogoliúbov). El 1924, guanyà a Budapest. El 1925, fou 3r a Budapest.
El 1928, fou 9è a Budapest (campió: José Raúl Capablanca). El 1935, empatà als llocs 17è a 18è a Tatatovaros (campió: László Szabó). El 1939, empatà als llocs 1r-2n amb László Szabó al Memorial Dóri de Budapest. El 1940, empatà als llocs 4t-5è al Memorial Maróczy a Budapest, (campió: Max Euwe).
Zoltán von Balla va morir en un accident de trànsit amb un tanc soviètic a les acaballes de la II Guerra Mundial.